# Umbra lui Casey
Umbra lui Casey (titlul original: în engleză Casey's Shadow) este un film dramatic american, realizat în 1978 de regizorul Martin Ritt, nuvela „Ruidoso” a scriitorului John McPhee, protagoniști fiind actorii Walter Matthau, Alexis Smith și Robert Webber.

## Rezumat
Lloyd Bourdelle este un antrenor de cai fără bani, care este ajutat de cei trei fii ai săi: Buddy, Randy și Casey. Când una dintre iepele lui Bourdelle dă naștere unui mânz deosebit, numit „Umbra lui Casey”, averea familiei se schimbă. Când mânzul va avea doi ani, urma să fie dus în Ruidoso, New Mexico, pentru a concura în prestigiosul „All-American Futurity”. Dar, cu câteva luni înainte de eveniment, calul este rănit într-o cursă.

## Distribuție
- Walter Matthau – Lloyd Bourdelle
- Alexis Smith – Sarah Blue
- Robert Webber – Mike Marsh
- Murray Hamilton – Tom Patterson
- Andrew Rubin – Buddy
- Stephan Gerard Burns – Randy Bourdelle
- Susan Myers – Kelly Marsh
- Michael Hershewe – Casey Bourdelle
- Harry Caesar – Calvin Lebec
- Joel Fluellen – Jimmy Judson
- Whit Bissell – dr. Williamson
- James M. Halty – Donovan
- William Pitt – dr. Pitt
- Dean Turpitt – Dean
- Sanders Delhomme – Old Cajun